# Remanzacco
Remanzacco (friülà Remanzâs) és un municipi italià, dins de la província d'Udine. L'any 2007 tenia 5.984 habitants. Limita amb els municipis de Faedis, Moimacco, Povoletto, Pradamano, Premariacco i Udine.